# Josef Gočár
Josef Gočár (13 mars 1880, Semín – 10 septembre 1945, Jičín) est un architecte tchécoslovaque, représentant du mouvement cubiste et rondo-cubiste.

## Biographie
Son père est brasseur de bière. À partir de 1892, il étudie dans un établissement de Pardubice. De 1902 à 1905, il étudie à l'école des arts appliqués de Prague, où il est élève de Jan Kotěra. Il travaille avec son maître dont il dirige l'atelier entre 1905 et 1908.
En 1911, il fonde un groupe Skupina výtvarných umělců. Ce groupe sera en activité jusqu'à 1914.
De 1916 à 1919, il est engagé dans l'armée.
Il épouse Marie Chladov. Ils eurent un enfant Jiří, qui fut également architecte.
De 1923 à sa mort, il est professeur d'architecture à l'Académie des Beaux-Arts de Prague.
Avec Pavel Janák et Otakar Novotný, ils furent les plus importants architectes pédagogues de la génération post-Kotěra. Il est membre du Cercle artistique Mánes de 1905 à 1945 avec une interruption entre 1911 et 1917. Il est aussi proche du collectif Artěl.
Toujours avec Pavel Janák et Josef Chochol, il est l'un des représentants de tout premier plan du cubisme tchécoslovaque, avant-garde qui prépare le fonctionnalisme. Vers la fin des années 1920, ses œuvres (ses villas du quartier de Baba notamment) tendent vers le fonctionnalisme, même si Gočár n'a jamais été un architecte fonctionnaliste à part entière.

## Œuvres
- Grands magasins Wenke, Jaroměř (1909–1911)
- Maison à la Vierge noire, Prague (1911–1912)
- Villa P. Bauer, Libodřice près de Kolín (1912–1913)
- Legiobanka (Banque des Légions tchécoslovaques), Prague (1922-25)
- Immeuble commercial Baťa, Prague (1927-33)
- Maison et villas dans le quartier de Baba à Prague (1928-34)
- La vila Bauer à Libodřice.
- Un pavillon à Bohdaneč.
- La ville de Hradec Králové lui doit son plan d'urbanisme et de nombreuses réalisations :
  - Place Jan Hus, plus tard Tomáš Masaryk
  - Hôtel de Région (Okresní dům) 1924-25
  - Lycée d'État (Státní gymnázium) 1924-27 (sculpture du Vainqueur par J. Štursa)
  - École technique (Koželužská škola, aujourd'hui strojnická průmyslovka škola) 1923-24
  - École communale (Obecné a měšťanské školy) 1925-27
  - École maternelle (Mateřská škola) 1926-27
  - Temple protestant (Ambrožův sbor církve československé) 1926-29
  - Plan d'occupation des sols (Regulační plán) 1926-28
  - Bureaux pour la direction des Chemins de fer tchécoslovaques, 1927-32
  - Restauration du pont Tyrš, 1931-33
- A Pardubice: Les moulins des Winternitz[1]

## Galerie photographique

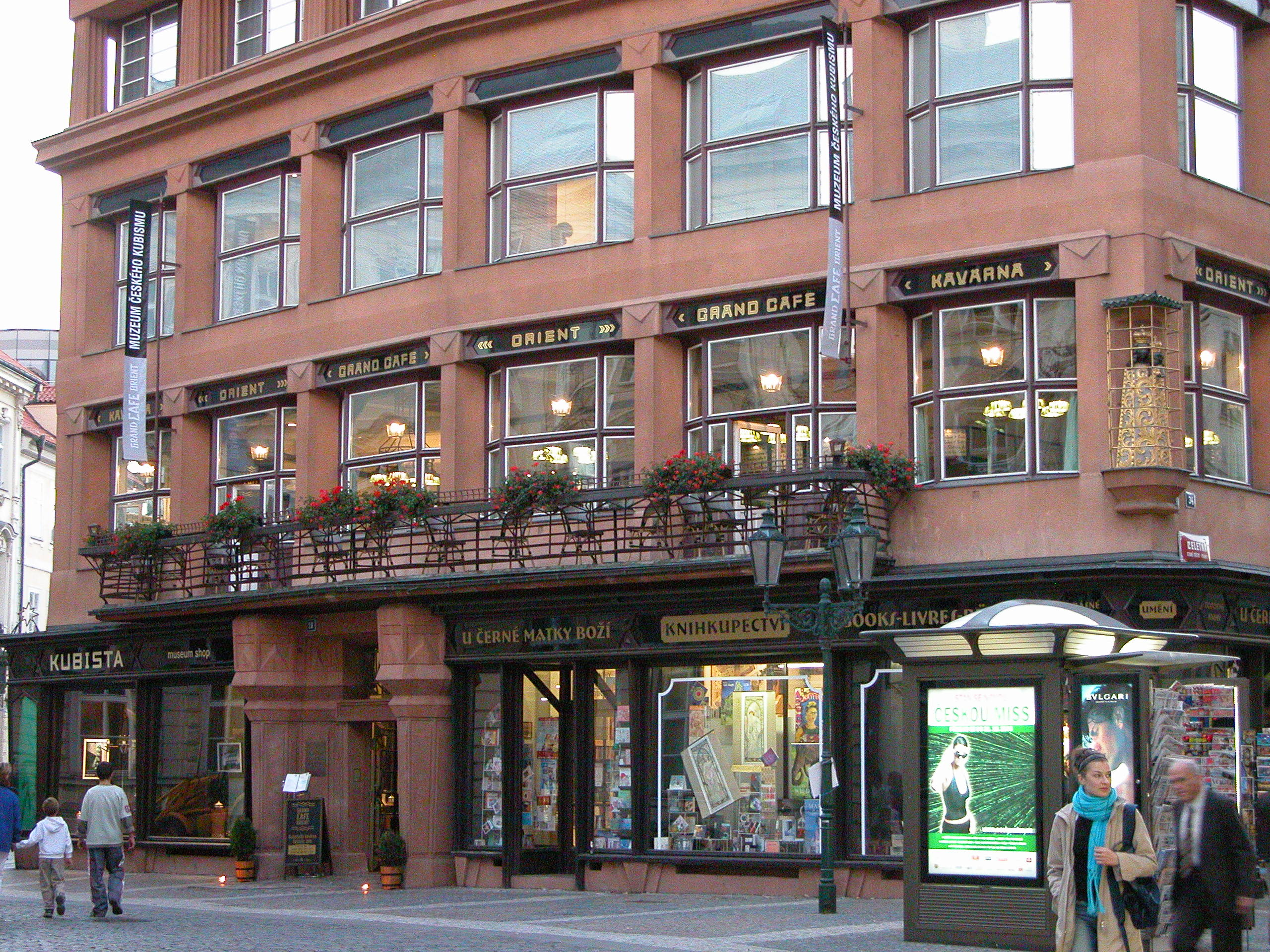
Maison A la vierge noire
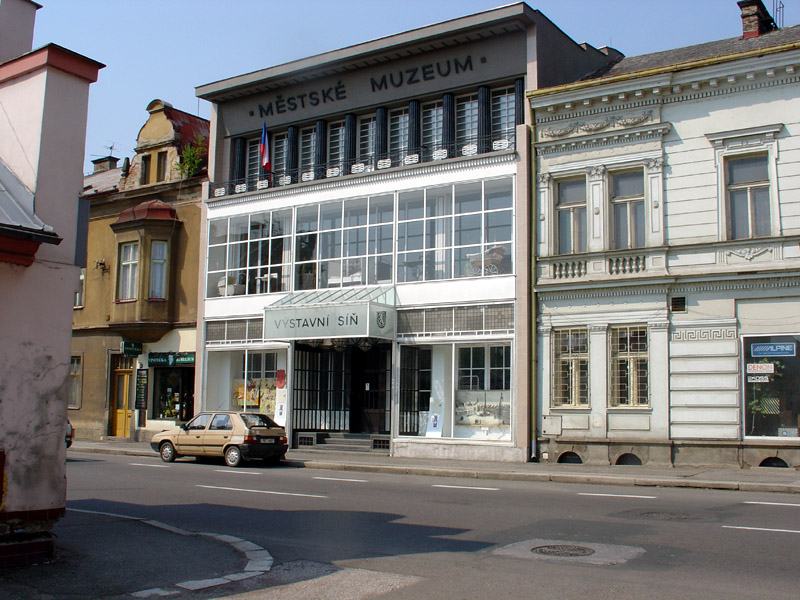
Musée de la ville de Jaroměř
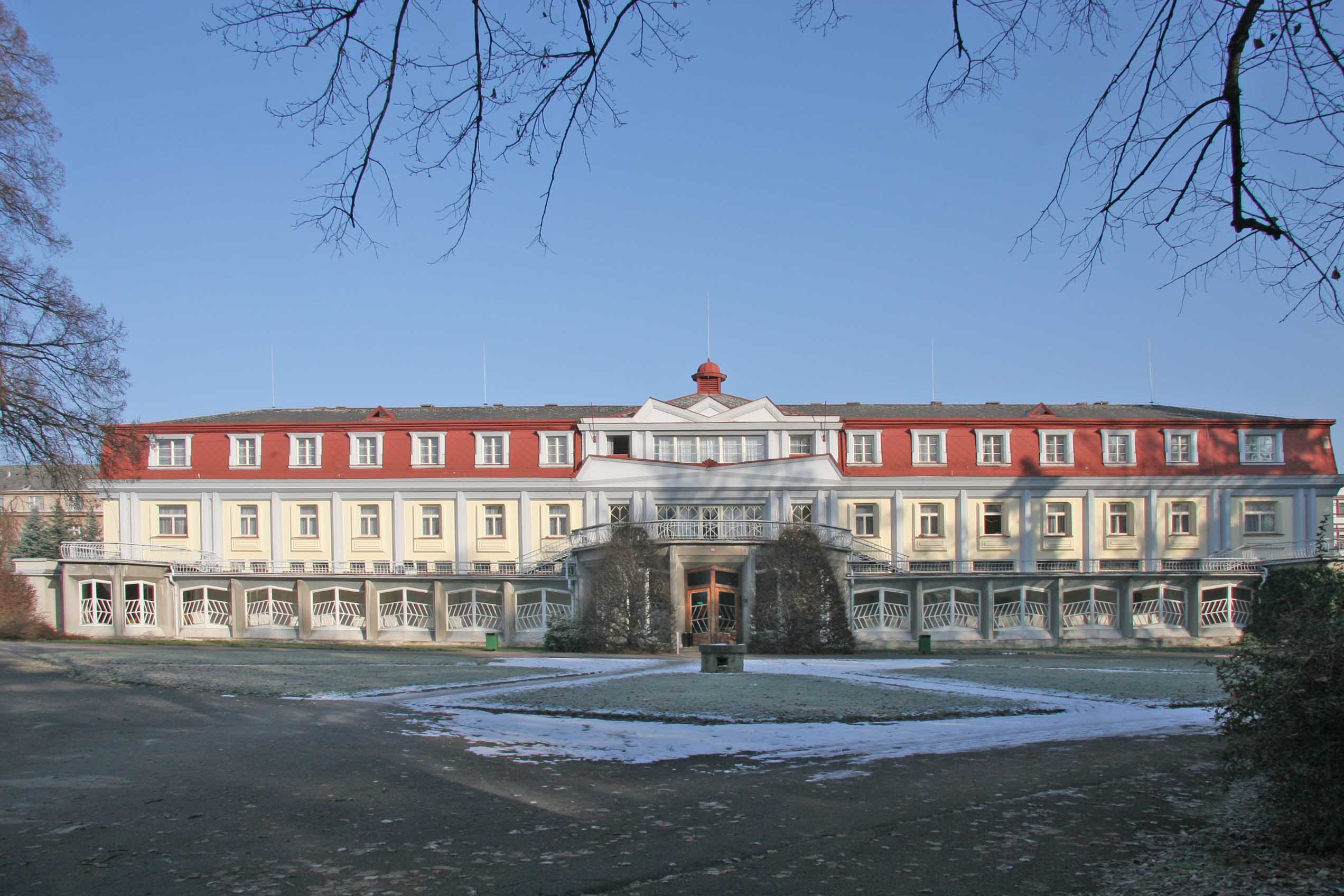
Pavillon thermal
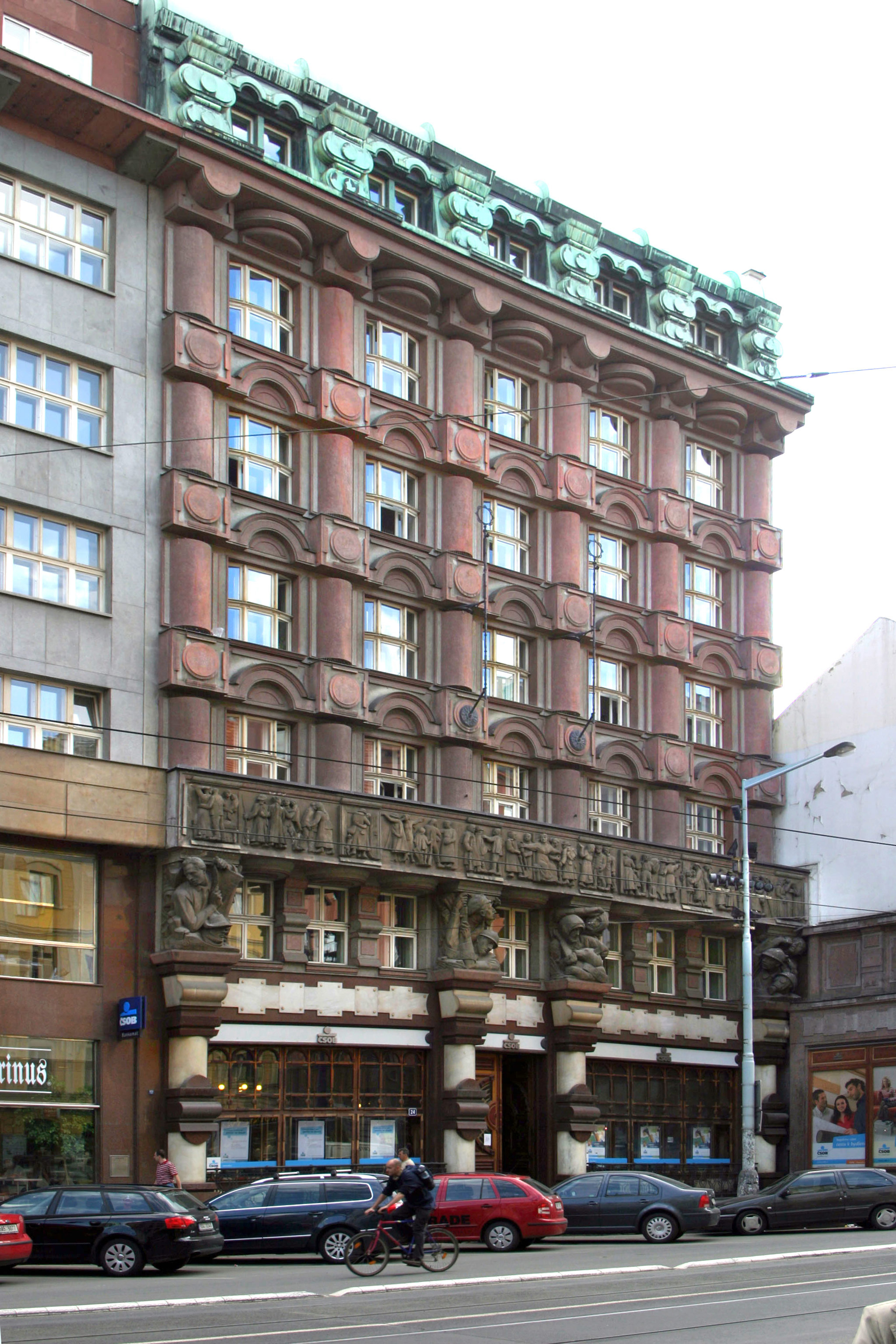
Legiobanka à Prague de style rondocubiste